# Casa Marshall
La denominada Casa de los Marshall (The Marshall House) es una residencia situada en la localidad de Schuylerville (Estado de Nueva York, Estados Unidos de América) famosa tanto por los eventos históricos que en ella sucedieron durante las Batallas de Saratoga, en el transcurso de la Guerra de Independencia de los Estados Unidos, como por sus características arquitectónicas. Se encuentra registrada dentro del Registro Nacional de Lugares Históricos de los Estados Unidos.